# Buis van Cuvier

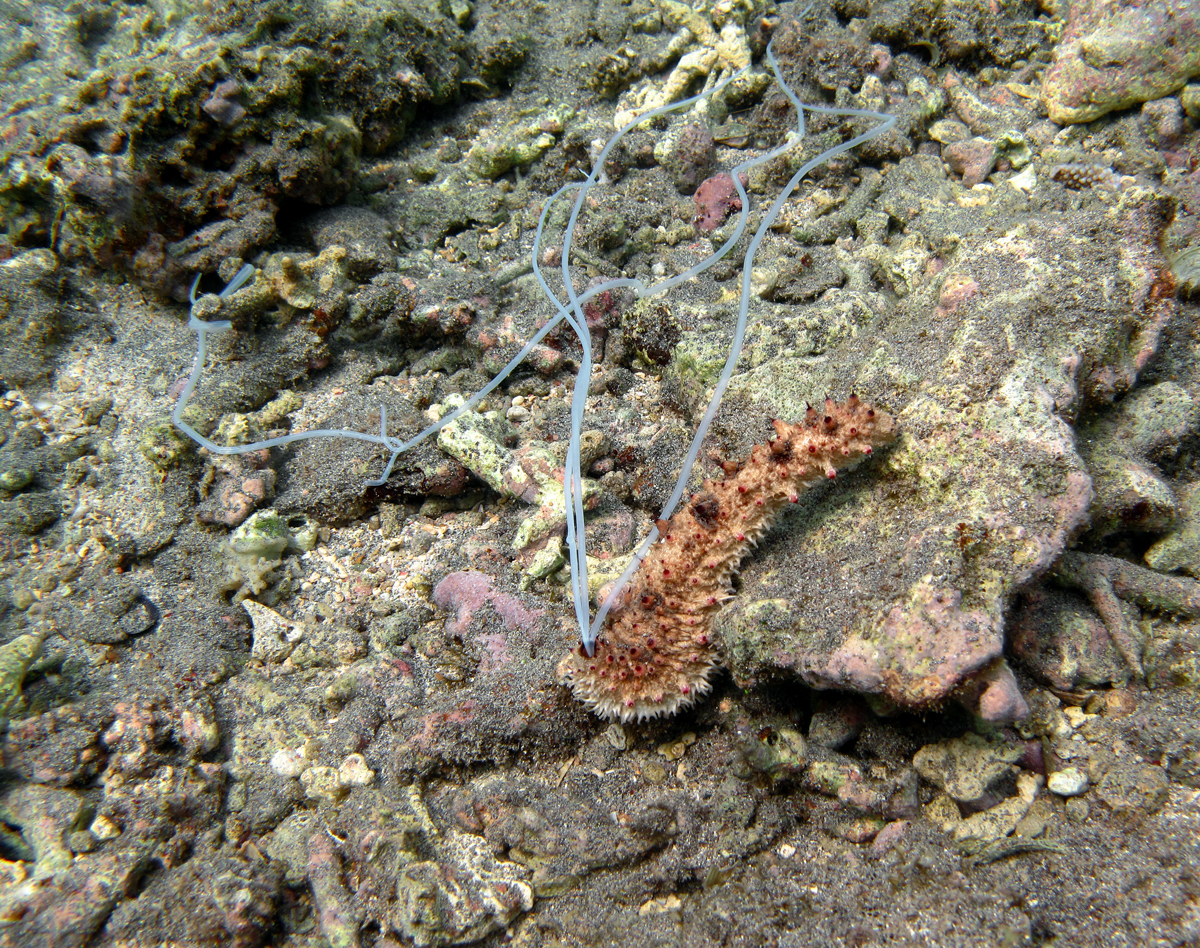
Een Holothuria pervicax schiet zijn buizen van Cuvier af in la Réunion.

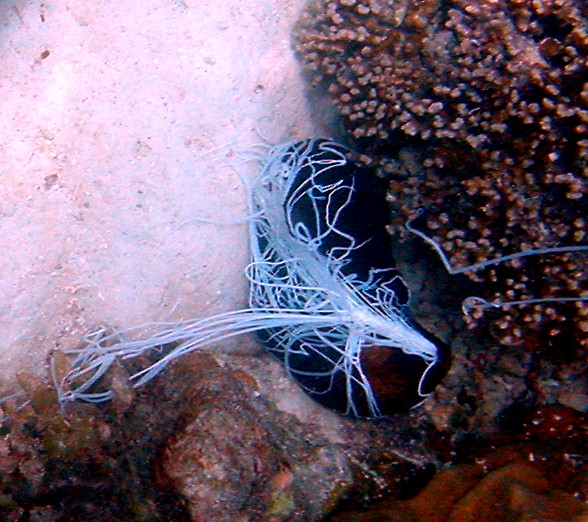
Zeekomkommers die hun buizen van Cuvier hebben afgeschoten in de Seychellen

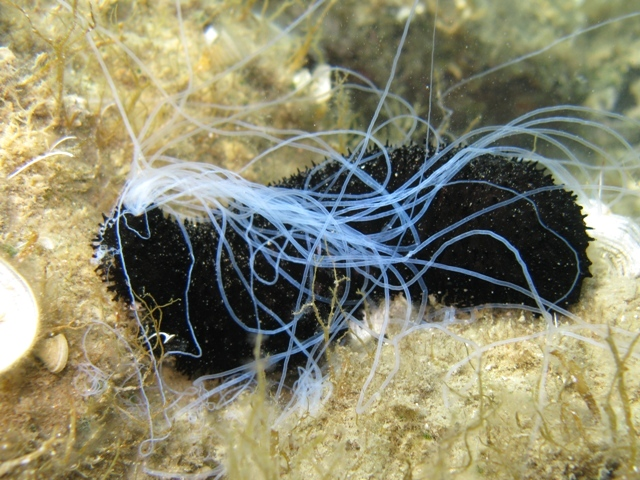
Holothuria forskali

De buis van Cuvier is een door Georges Cuvier ontdekt orgaan in de endeldarm van zeekomkommers. Het wordt door een zeekomkommer gebruikt als verdedigingsmiddel.

## Werking
Als de zeekomkommer aangevallen wordt, schiet hij langs zijn anus vanuit zijn buis van Cuvier tientallen tot honderden sterke, witte, kleverige holle draden af en ook het gif holothurine dat in de buis van Cuvier zit. Hij perst vloeistof in de holle draden, waardoor ze 20 tot 30 keer langer worden. De draden hechten als lijm in tien seconden met 30 tot 135 kPa. Ze kunnen de belager 30 uur vasthouden. De zeekomkommer vlucht dan weg en regenereert de buizen. Dit duurt 17 dagen bij de soort Holothuria leucospilota en vijf weken in de soort Holothuria forskali.

## Verschillen
Soorten uit de geslachten Holothuria, Pearsonothuria en Bohadschia hebben gladde, klevende buizen. Die uit het geslacht Actinopyga hebben geribde buizen die niet kleven. De soort Pearsonothuria graeffei schiet de buizen alleen in uiterste nood af.

## Opbouw
De buizen van Cuvier bestaan van binnen naar buiten uit een epitheel, dan bindweefsel, dan twee lagen kringspieren en overlangse spieren, een laag bindweefsel en een mesotheel. Het mesotheel kleeft bij contact. Het mesotheel bestaat uit granulaire cellen en peritoneocyten.

## Gebruik
Polynesiërs wikkelen de draden uit de buis van Cuvier om hun voeten om over koraalrif te lopen.